# بوكيري
بُكَير أو (نقحرة: بوكيري) (بالإيطالية: Buccheri)‏ هي بلدية في مقاطعة سرقوسة في صقلية الإيطالية.

## السكان
في سنة 1861 بلغ عدد السكان 4٬140 نسمة، وتطور العدد ليصل في سنة 2011 لـ 2٬133 نسمة.
يظهر هذا المخطط البياني تطور النمو السكاني لـ بُكَير